# Cantharis rustica
Cantharis rustica är en skalbaggsart som beskrevs av Carl Fredrik Fallén 1807. Cantharis rustica ingår i släktet Cantharis, och familjen flugbaggar. Arten är reproducerande i Sverige.

## Bildgalleri

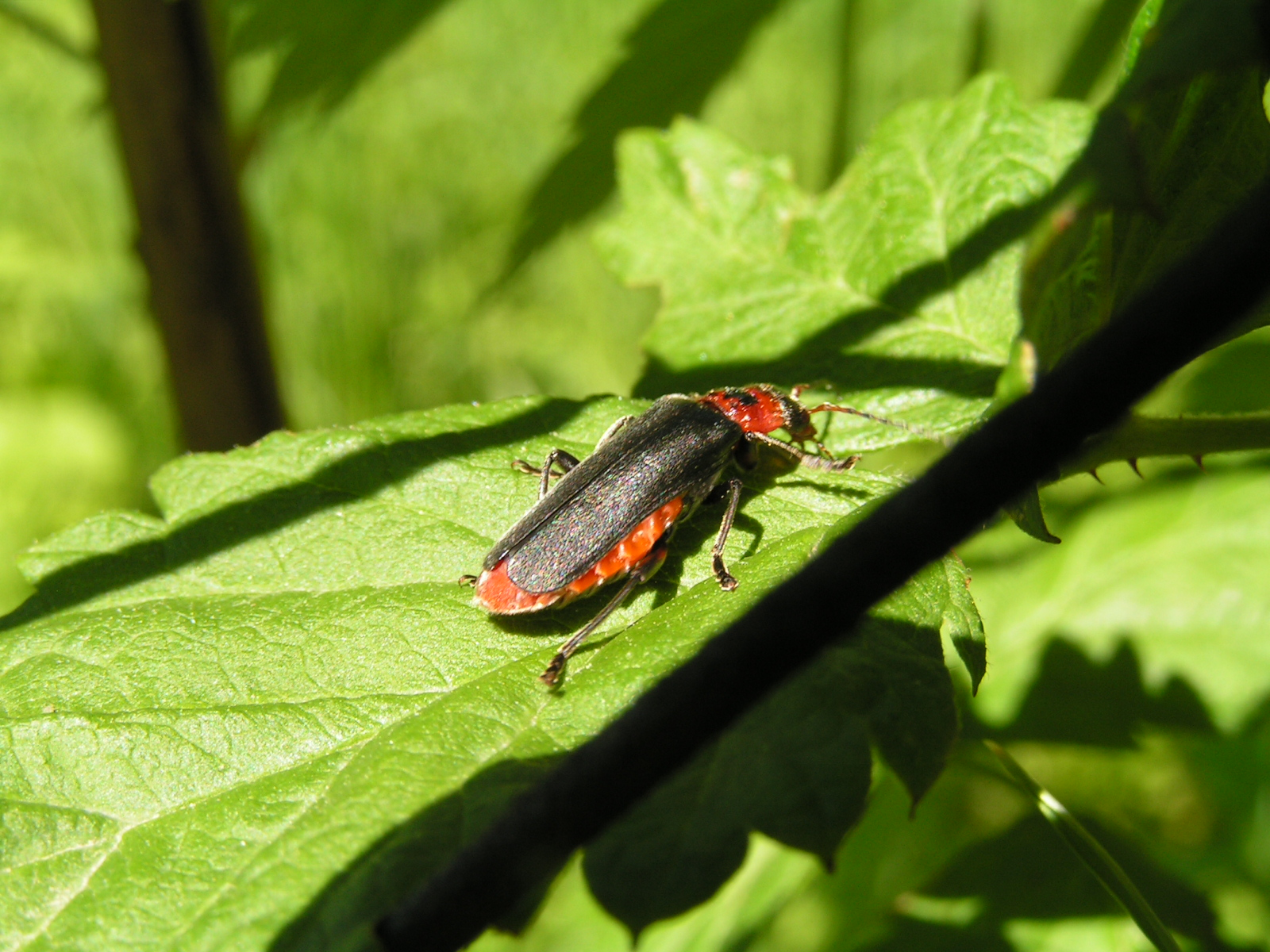
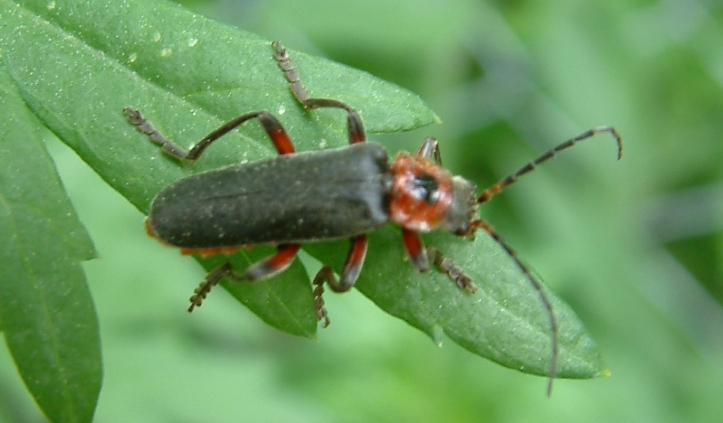
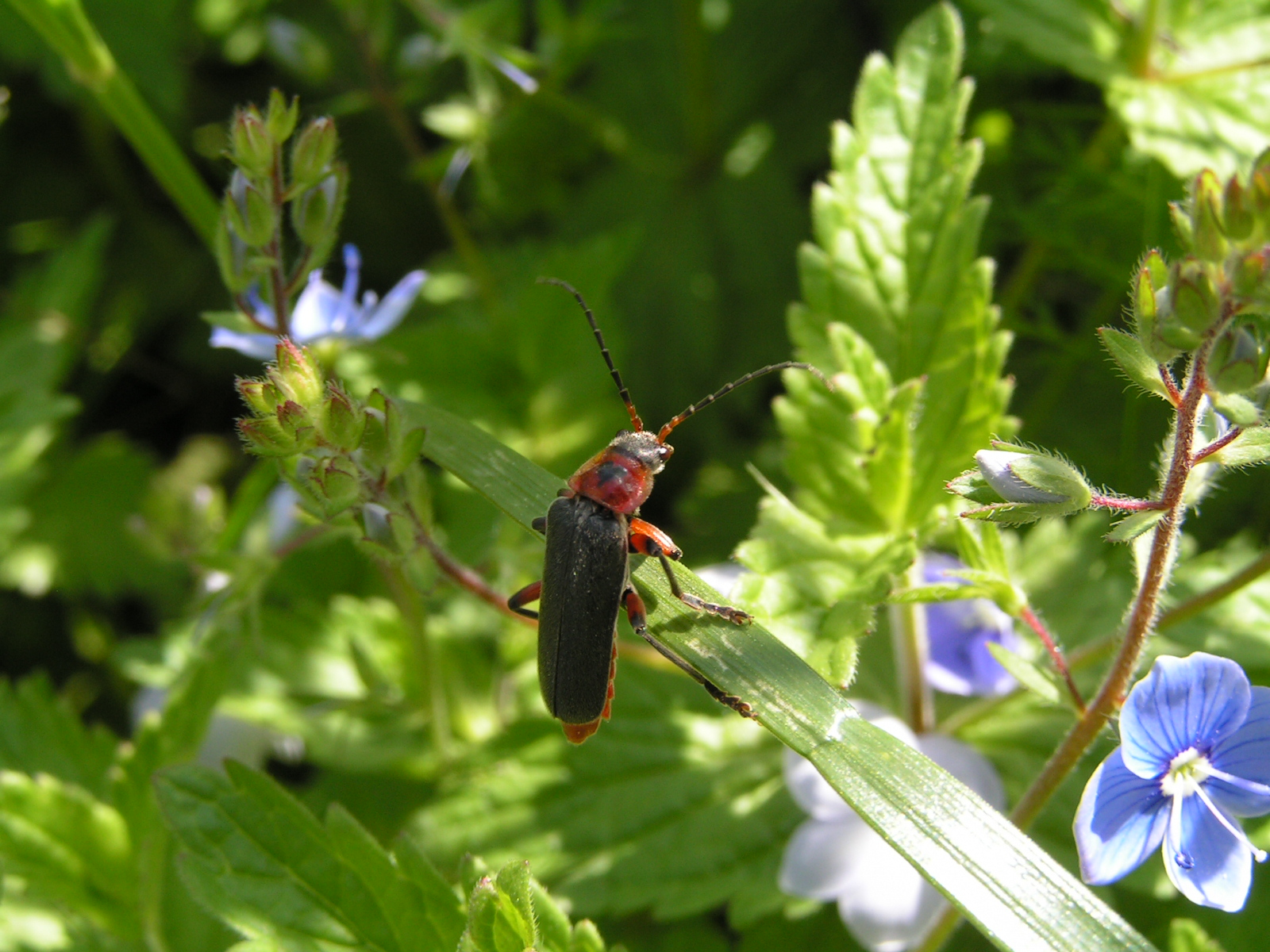
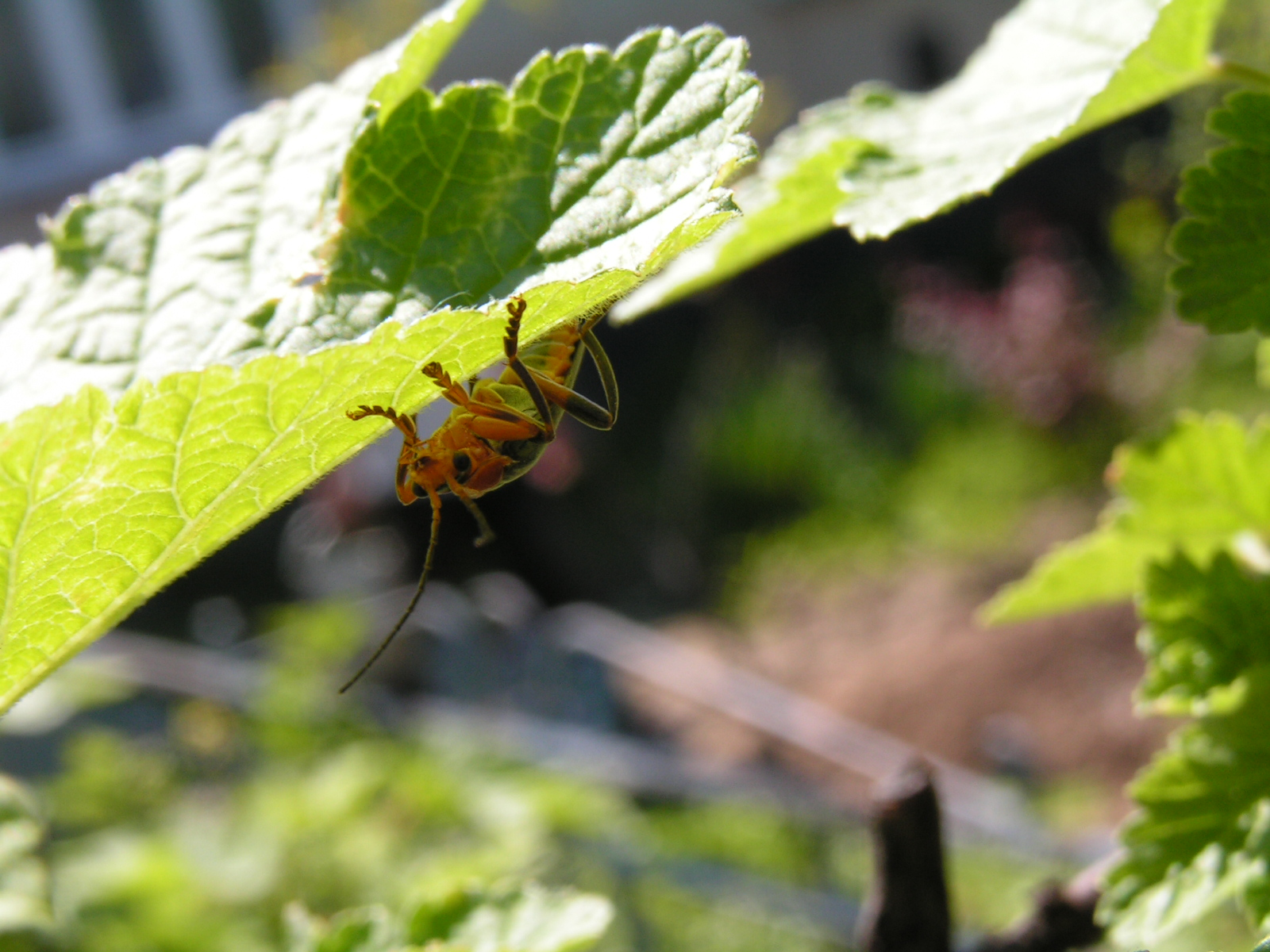
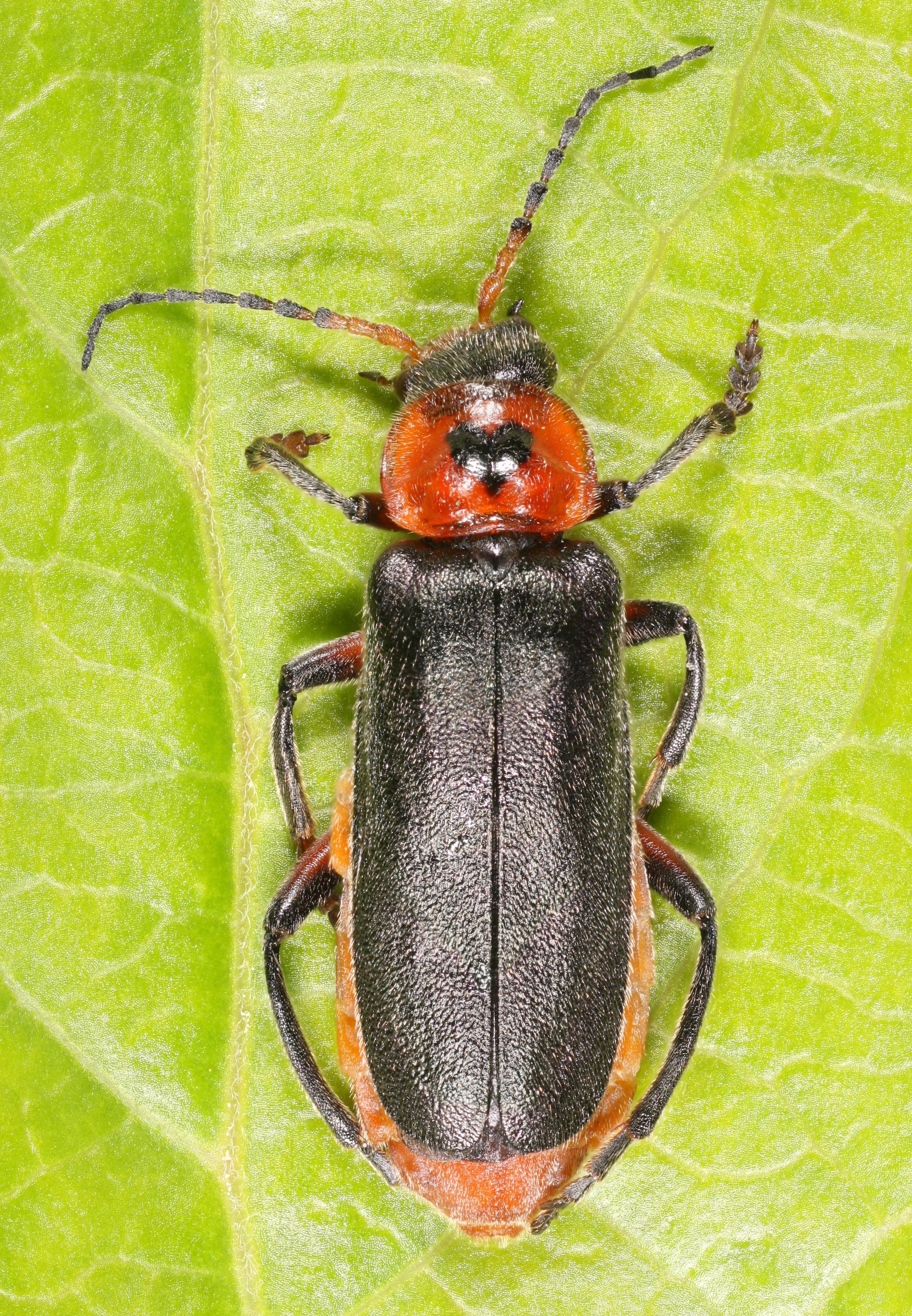